# Liste des évêques de Morombe
Liste des évêques de Morombe
(Dioecesis Morombensis)
L'évêché de Morombe est créé le 25 avril 1960, par détachement de celui Morondava.

## Sont évêques
- 28 mai 1960-† 4 décembre 1988 : Joseph Zimmermann
- 15 mai 1989-15 juillet 2000 : Alwin Hafner (Alwin Albert Hafner)
- depuis le 24 avril 2001 : Zygmunt Robaszkiewicz

## Sources
- L'ANNUAIRE PONTIFICAL, sur le site http://www.catholic-hierarchy.org, à la page